# Jämthund
Jämthund neboli švédský losí pes je lovecké plemeno psa pocházející ze švédského kraje Jämtland. Řadí se do skupiny špiců a primitivních plemen.

## Historie

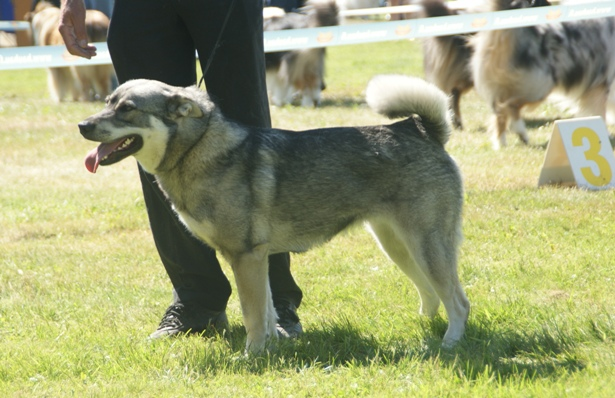
Dospělá fena na výstavě

Kosterní pozůstatky prvních psů žijících s lidmi jsou typově podobné kosterní stavbě jämthundů a jelikož se tyto psy za mnoho století moc nezměnili, je možné, že právě tito psi byli prvními domestikovanými na světě. Je to tedy plemeno staré přes pět tisíc let! Nejsou tedy jasní předci, ale nejspíše to byli vlci, ze kterých se pak vyvinuli tito psi. Dříve se používal k lovu všeho, dnes se používá ke štvanicím na losy, medvědy a vlky, osvědčil se také jako služební pes švédské armády a policie.
Jämthund byl uznán za samostatné plemeno v roce 1946, do té doby byl pokládán ze větší formu norského losího psa, který je prvním uznaným losím psem.

### Chov jämthundů v ČR
První chovatelskou stanici v České republice, která též odchovala první vrh jämthundů, vlastní Martin Plachta z Lomnice nad Popelkou a jeho chovný pár Lena a Rambo tvoří zároveň první psi tohoto plemene v Česku. Jejich první vrh byl v roce 2008.
Druhou chovatelskou stanicí se stala Fenrisúlfr. Zakládající fena celého chovu se jmenuje Ištar a počet vrhů dosáhl čísla dvě. V prvním vrhu navíc byly jen dvě štěňata: jedno zůstalo v ČR a druhé zemřelo po tom, co do jeho boudy udeřil blesk. Druhý vrh již byl početnějších, tedy osmičlenný.

## Vzhled
Velký pes obdélníkového rámce s čistými liniemi. Silný, ale také čilý pes uměřené postavy. Tělo nesmí budit dojem nadměrné délky ani nesmí být příliš těžké. Má spíše těžkou konstrukci. Krycí srst je přiléhající. Podsada je krátká, měkká, světlá. Srst je hladká na hlavě a na přední straně končetin, delší na krku, hrudníku, ocase, na stehnech a na zadní straně končetin. Může vytvářet límec na krku a na dotek je jemná.
Hlava je suchá a je protáhlá, s přiměřenou šířkou mezi ušima. Lebka mírně klenutá. Stop zřetelný. Oči jsou oválného tvaru, tmavě hnědé barvy. Bělma jsou vidět. Uši vysoko nasazené, nošené vztyčené, špičaté do tvaru V. Vnitřní strana uší je bohatě osrstěna.
Krk je dlouhý, suchý a velmi dobře osvalený. Rovný. Hřbet dlouhý, rovný a také dobře osvalený. Spíše široký. Srst na něm je bohatá a objemná. Ocas nasazen vysoko, střední délky. Nesen zatočený, ale ne těsně stočený nebo položený na hřbetě. Hustě osrstěný, ale bez praporu (srsti visící zpod něj).
Dosahuje váhy až 32 kg a výška v kohoutku je do 60 cm.

## Povaha
Velmi energický a živý pes, který je loajální ke svému pánovi a dokáže ho bránit. Beze stopy flegmatismu nebo nervozity. Naprosto sebevědomý a odvážný. Je to pes, který poslouchá pouze jednoho člověka, nehodí se tedy do rodiny. Je velmi inteligentní, ale i tvrdohlavý a má sklony k uštěkanosti. Samota mu nedělá problém. Děti ignoruje a moc vřelý vztah k nim nemá, avšak, pokud se k nim páníček chová s láskou, bude k nim loajální. Většinou se řídí podle toho, jak se chová pán a dokáže se tomu přizpůsobit. S ostatními zvířaty moc nevychází pokud s nimi není seznámen již jako štěně. Cizí ignoruje, ale nesmí být v jejich přítomnosti nervózní nebo dokonce agresivní. Svého pána dokáže v případě ohrožení dobře bránit a na každého nezvaného hosta upozorní štěkotem.

## Péče
Srst jämhunda nepotřebuje žádnou zvláštní péči, navíc je i samočisticí. Občasně se musí vyčesávat, ale pokud líná, je potřeba vyčesávat hodně. Mytí šamponem není potřeba a příliš častým mytím by se mohla ztratit přirozená mastnota srsti, což by vedlo ke kožním problémům.
Vyžaduje hodně pohybu, jakýkoliv pohyb mu udělá radost. Bez pohybu může mít sklony k agresivitě.
O uši ani drápky není potřeba se starat, popř. drápky zastřihne veterinář při každoroční kontrole.